# Gianluca Vialli
Gianluca Vialli (prononcé : [dʒanˈluːka ˈvjalli]), né le 9 juillet 1964 à Crémone dans la région de Lombardie en Italie et mort le 5 janvier 2023 à Londres, est un footballeur international italien qui évoluait au poste d'attaquant du début des années 1980 à la fin des années 1990, avant de devenir entraîneur.
De sa carrière de joueur reste, il reste surtout son passage à la Sampdoria, où il brille en attaque aux côtés de Roberto Mancini. Surnommé Lucagol ou encore Re Leone, il mène le club au titre de champion d’Italie (1991), à la victoire en Coupe d’Europe des vainqueurs de coupe (1990) et en finale de Ligue des champions (1992). 
Gianluca Vialli porte ensuite les couleurs de la Juventus (1992-1996), puis de Chelsea (1996-1999). Il enrichit son palmarès de la Coupe de l’UEFA (1993) et la Ligue des champions (1996) avec les Bianconeri, et une autre Coupe des coupes (1998) avec les Londoniens.
Avec l’équipe d'Italie (59 sélections, 16 buts), Vialli termine à la troisième place de la Coupe du monde en 1990, à domicile, et atteint les demi-finales de l’Euro 1988.
A la fin de sa carrière, il devient l'un des rares joueurs-entraîneurs de clubs professionnels de l'histoire avec Chelsea de février 1998 à 1999, avec un certain succès, puis entraîne Watford avant d’être dirigeant de l’équipe d’Italie à partir de 2019. Il est l’adjoint de Mancini lors de la victoire de la Squadra Azzurra à l’Euro 2021.

## Biographie

### Enfance et formation
Natif de Crémone (Lombardie), Gianluca Vialli est issu d'une famille aisée et grandit dans un château.
Formé par l'AS Pizzighettone, il rejoint le centre de formation de l'US Cremonese en 1978.

### Débuts à US Cremonese
Gianluca Vialli fait ses débuts professionnels avec l'US Cremonese en 1980 et y reste pendant un total de quatre saisons (avec 25 buts inscrits en 113 matchs).

### Buteur de la Sampdoria titrée
En 1984, il va au grand club génois de la Sampdoria. C'est dans ce club que sa carrière explose véritablement (il remporte la Coupe d'Italie dès sa première saison puis termine finaliste la saison suivante). Vialli remporte deux années consécutives la Coppa Italia lors des saisons 1987-88 et la 1988-89 (année où il finit finaliste de la Coupe des coupes 1988-89).
En 1989-90, il remporte avec le club son premier trophée international avec la Coupe d'Europe des vainqueurs de coupe, compétition lors de laquelle il termine meilleur buteur avec 7 buts.
La saison suivante, il est l'un des principaux acteurs du premier scudetto du club avec le titre de champion d'Italie 1991. Vialli termine cette année-là meilleur buteur de Serie A avec 19 buts marqués, saison lors de laquelle il gagne sa 3e coupe nationale ainsi que la première supercoupe du club.
L'année suivante, il parvient à se hisser jusqu'en finale de la Coupe des clubs champions européens 1991-1992, battu en finale par le FC Barcelone.
Principal protagoniste de la période d'or du club ligure (six titres en huit ans), il rejoint la grande équipe du nord, la Juventus, en 1992. Au total, il joue 321 matches et 141 buts avec la Samp.

### Joueur le plus cher de l'époque à la Juventus
Vialli rejoint la grande équipe du nord, la Juventus, en 1992.  La somme constitue à l'époque le record du transfert le plus cher de l'histoire ('équivalent de 16,5 millions d'euros.).
Lors de sa première saison bianconera, il remporte la Coupe UEFA de 1992-93, puis est vice-champion national la saison suivante.
En 1994-95, il remporte le deuxième scudetto de sa carrière puis sa seconde supercoupe nationale la même saison. Vialli marque seize buts cette année-là et est aussi finaliste de la Coupe UEFA contre Parme AC, malgré un but lors de la finale retour.
La saison suivante, après une nouvelle place de vice-champion, il remporte la Ligue des champions de 1995-96.

### Premiers départs à l'étranger, à Chelsea
En 1996, Vialli quitte son pays natal pour l'Angleterre et sa capitale, avec le club de Chelsea. Lors de sa première saison, il remporte la Coupe d'Angleterre de 1996-97. La saison suivante, Vialli gagne la Coupe d'Europe des vainqueurs de coupe de 1997-98 et la Coupe de la Ligue anglaise de 1997-98. Il prend sa retraite de joueur à l'été 1999.
Il remporte au total lors de sa carrière quatre compétitions européennes et deux fois le Championnat d'Italie. 

#### Carrière en sélection
Gianluca Vialli fait tout d'abord ses débuts avec l'Italie espoirs en 1985. Il y évolue jusqu'en 1986, année où il termine finaliste de l'Euro espoirs 1986.
Vialli fait ses débuts dans l’équipe d'Italie en 1985 à l’occasion d’un match contre l'équipe de Pologne. L'année suivante, il participe à la Coupe du monde 1986 (où l'Italie finit 8e-de-finaliste).
Deux ans plus tard, il termine demi-finaliste de l'Euro 1988. En 1990, il termine à la 3e place de la Coupe du monde 1990 à domicile. L'Italie ne parvient pas à se qualifier pour l'Euro 1992 en Suède.
Il cumule au total 59 sélections en équipe d'Italie et inscrit 16 buts entre 1985 et 1992.

### Carrière d'entraîneur
Alors encore joueur, Vialli est nommé aussi entraîneur de Chelsea en 1998. Fabio Capello, entraîneur italien réputé déclare alors « Confier la direction de Chelsea à Vialli, c'est comme donner à un gamin de 18 ans les clés d'une Ferrari ». En six mois, le club londonien fait main basse sur trois trophées : la Coupe de la Ligue anglaise de 1997-98, la Coupe des coupes et la Supercoupe de l'UEFA. Il remporte ensuite la Coupe d'Angleterre de 1999-00 et le Community Shield de 2000. Il est licencié de Chelsea en octobre 2000 à la suite d'une série de mauvais résultats et de conflits personnels avec certains joueurs.
En 2001, il rejoint le Watford FC.
En 2019, celui que l’on surnomme « Re Leone » (le « roi lion ») devient le chef de la délégation de la sélection nationale italienne. Il occupe la fonction de coordinateur technique de l'équipe d'Italie lorsque son sélectionneur est Roberto Mancini. Atteint d'un cancer du pancréas, il annonce le 14 décembre 2022 se mettre en retrait et quitter son poste pour se faire soigner à Londres.
En octobre 2021, son nom est cité dans les Pandora Papers.

### Maladie et mort
Dans un entretien au Corriere della Sera le 26 novembre 2018, Gianluca Vialli avoue souffrir d'un cancer du pancréas depuis un an. Après dix-sept mois de chimiothérapie, il annonce le 11 avril 2020, dans un entretien à La Repubblica, avoir vaincu la maladie,. Ce cancer le contraint néanmoins à suspendre son travail en équipe d'Italie en décembre 2022.
Gianluca Vialli meurt dans la nuit du jeudi 5 au vendredi 6 janvier, à Londres, des suites d’un cancer du pancréas à 58 ans.

## Palmarès
Vialli, intronisé au Hall of Fame du football italien en 2015.

### Palmarès de joueur
Avec l'équipe nationale, Vialli obtient la troisième place de la Coupe du monde en 1990 à domicile et atteint les demi-finales de l'Euro 1988.
Vialli remporte la Ligue des champions 1996 et la Coupe de l'UEFA 1993 avec la Juventus, la Coupe des coupes 1990 avec la Sampdoria puis en 1998 avec Chelsea. Il a aussi été champion d'Italie avec la Sampdoria (1991) et la Juventus (1995).
À la Sampdoria, il mène aussi le club en finale de Ligue des champions (1992) et remporte deux années consécutives la Coupe d'Italie lors des saisons 1987-1988 et la 1988-1989 (année où il finit finaliste de la Coupe des coupes 1988-1989), sa 3e coupe nationale en 1991 ainsi que la première supercoupe du club cette année-là. L'année suivante, il parvient à se hisser jusqu'en finale de la Coupe des clubs champions européens 1991-1992, battu en finale par le FC Barcelone.
Avec la Juventus, rejointe en 1992, il remporte la Coupe UEFA de 1992-93, puis est vice-champion national la saison suivante. En 1994-1995, il remporte le deuxième scudetto de sa carrière puis sa seconde supercoupe nationale la même saison. Vialli est aussi finaliste de la Coupe UEFA. La saison suivante, après une nouvelle place de vice-champion, il remporte la Ligue des champions de 1995-1996.
Lors de sa première saison avec le club de Chelsea, il remporte la Coupe d'Angleterre de 1996-1997. La saison suivante, Vialli gagne la Coupe d'Europe des vainqueurs de coupe de 1997-1998 et la Coupe de la Ligue anglaise de 1997-1998.
| - Championnat d’Italie (1) : - Champion : 1990-1991. - Meilleur buteur : 1990-1991 (19 buts). - Coupe d'Italie (3) : - Vainqueur : 1984-1985, 1987-1988 et 1988-1989. - Finaliste : 1985-1986 et 1990-1991. - Supercoupe d'Italie (1) : - Vainqueur : 1991. - Finaliste : 1988, 1989 et 1994. |  | - Coupe des clubs champions européens : - Finaliste : 1991-1992. - Coupe d'Europe des vainqueurs de coupe (1) : - Vainqueur : 1989-1990. - Finaliste : 1988-1989. |

| - Championnat d’Italie (1) : - Champion : 1994-1995. - Vice-champion : 1993-1994 et 1995-1996. - Supercoupe d'Italie (1) : - Vainqueur : 1995. |  | - Ligue des champions (1) : - Vainqueur : 1995-1996. - Coupe UEFA (1) : - Vainqueur : 1992-1993. - Finaliste : 1994-1995. |

 Chelsea
| - Coupe d'Angleterre (1) : - Vainqueur : 1996-1997. - Coupe de la Ligue anglaise (1) : - Vainqueur : 1997-1998. |  | - Coupe d'Europe des vainqueurs de coupe (1) : - Vainqueur : 1997-1998. |

### Palmarès d'entraîneur
Gianluca Vialli remporte plusieurs titres avec Chelsea : la Coupe d'Angleterre de 1999-2000, la Coupe de la Ligue anglaise de 1997-1998, le Community Shield de 2000 et la Supercoupe de l'UEFA 1998.
 Chelsea
| - Coupe d'Angleterre (1) : - Vainqueur : 1999-2000. - Coupe de la Ligue anglaise (1) : - Vainqueur : 1997-1998. |  | - Community Shield (1) : - Vainqueur : 2000. - Coupe d'Europe des vainqueurs de coupe (1) : - Vainqueur : 1997-1998. |

- Supercoupe de l'UEFA (1) :
  - Vainqueur : 1998.

## Distinctions personnelles
- Meilleur buteur de la Coupe d'Europe des vainqueurs de coupe en 1990.
- Meilleur buteur du Championnat d'Italie en 1991.
- Meilleur passeur de la Ligue des Champions en 1996.